# José Evaristo Uriburu
José Félix Evaristo de Uriburu y Álvarez de Arenales (19. listopadu 1831 Salta – 23. října 1914 Buenos Aires) byl argentinský politik a právník. V roce 1895 se stal 8. prezidentem Argentinské republiky. Vzhledem k různému státnímu zřízení Argentiny v minulosti je považován za 13. prezidenta země. Před tím působil jako viceprezident, předseda parlamentu, ministr spravedlnosti a veřejného školství a federální soudce, politickou kariéru ukončil ve funkci dočasného předsedy senátu. Byl také velvyslancem své země v Bolívii a Chile.

## Životopis
Narodil se ve městě Salta na samém severozápadě Argentiny. Jeho otec José Evaristo Uriburu byl guvernérem provincie Salta. Celá rodina odvozuje svůj původ od španělského conquistadora Dominga Martíneze de Irala, bývalého guvernéra Guvernérství Río de la Plata a Paraguay. Evaristo Uriburu studoval právo na Univerzitě Františka Xaverského ve městě Chuquisaca, doktorát získal už na Univerzitě v Buenos Aires. Po skončení studia se stal úředníkem v Buenos Aires, později se ale vrátil do své domovské provincie, kde se začal věnovat politickému životu. V roce 1855 založil noviny El Comercio. O rok později začal působit na argentinském velvyslanectví v Bolívii. Do Argentiny se vrátil v roce 1870 a záhy začal být činný v různých politických funkcích. V roce 1863 se stal na půl roku předsedou argentinského parlamentu a následně v roce 1967 se stal ministrem spravedlnosti a veřejného školství. V roce 1872 se vrátil do rodné provincie, kde se stal federálním soudcem. O dva roky později byl jmenován velvyslancem v Bolívii, v roce 1882 se podílel na vyjednáváních mezi Chile a Bolívií o ukončení vzájemné války. V roce 1891 se stal velvyslancem v Chile. Už o rok později se stal viceprezidentem země v rámci kompromisní dohody mezi bývalými prezidenty Juliem Argentinou Rocem a Bartolomém Mitrem. Jelikož však prezident Luis Sáenz Peña nedokázal řešit problémy země, v lednu 1895 rezignoval a nahradil ho právě viceprezident José Evaristo Uriburu.
Ve funkci prezidenta však neměl žádnou vlastní politickou podporu a musel se spoléhat pouze na podporu bývalého prezidenta Rocy, který tak měl nad prezidentem úplnou kontrolu. Evaristo Uriburu však dokázal vytvořit stabilní a respektovanou vládu. Aby uklidnil situaci v zemi, udělil amnestii všem účastníkům posledních revolucí. Argentině se znovu ekonomicky dařilo, díky čemuž mohla vláda přikročit opětovně k novým investičním projektem. Podařilo se tak dokončit několik pozastavených významných staveb, současně se začalo se stavbou kongresové budovy v Buenos Aires, kam se později přestěhoval parlament a senát. Prezident také začal s velkým přezbrojováním a modernizací armády a námořnictva, současně se uskutečnily poslední vojenské operace proti původním obyvatelům na jihu země. Kvůli nejasným hranicím v pohoří Andy musel čelit vážné hrozbě ozbrojeného konfliktu se sousedním Chile, kterou se nakonec podařilo urovnat dohodou. V roce 1898 skončilo jeho funkční období, v politice ale zůstal a o tři roky později byl zvolen do senátu, kde se následně stal tzv. dočasným předsedou, což je de facto řídící funkce v senátu. V roce 1904 kandidoval za prezidenta, avšak neúspěšně. V letech 1908 až 1909 působil znovu jako dočasný předseda senátu, následně odešel z politického života. V roce 1914 zemřel v Buenos Aires, kde je i pohřben.